# Tabachmela
Tabachmela – wieś (daba) w Gruzji, w regionie Tbilisi. W 2014 roku liczyła 2073 mieszkańców.